# Sean Duffy
Sean Duffy (Hayward (Wisconsin), 3 oktober 1971) is een Amerikaanse politicus namens de Republikeinse Partij.
Sinds 28 januari 2025 is hij minister van Transport in het kabinet-Trump II.
Hiervoor was hij namens Wisconsin van 2011 tot 2019 lid van het Huis van Afgevaardigden.